# Dolmen de la Prunarède

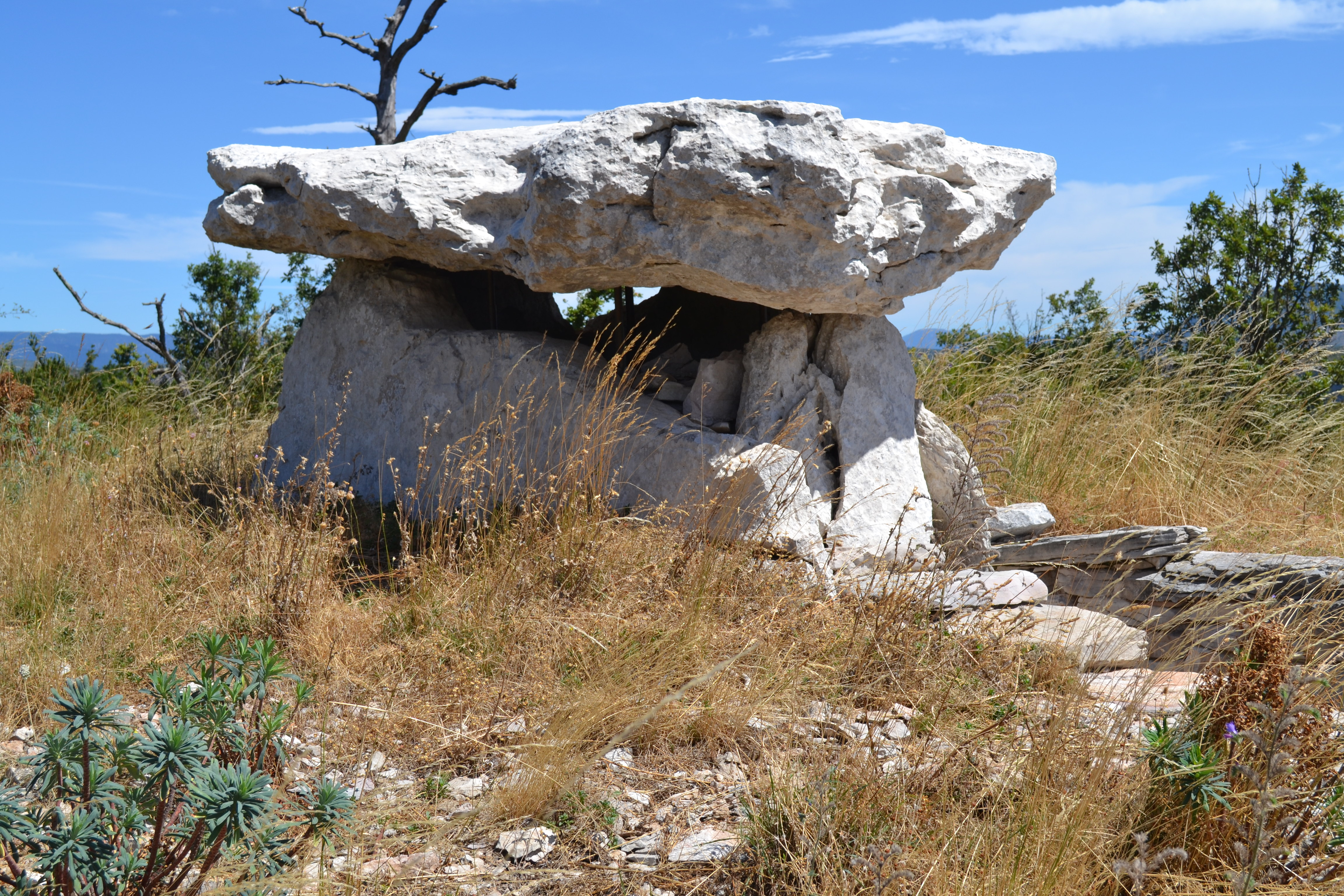
Dolmen de la Prunarède

Der Dolmen de la Prunarède ist eine Megalithanlage auf der Hochebene Causse du Larzac  in den Cevennen in Frankreich. In Saint-Maurice-Navacelles im Département Hérault in der Region Okzitanien zweigt ein Fahrweg ab, der zu dem Dolmen führt. Dolmen ist in Frankreich der Oberbegriff für Megalithanlagen aller Art (siehe: Französische Nomenklatur). Dolmen sind prähistorische Megalithanlagen, die etwa hauptsächlich zwischen 4.500 und 3.000 vor Chr. in Europa und anderen Teilen der Welt errichtet wurden. Sie bestand aus horizontalen Steinplatten die auf vertikalen ruhten.
2011 fanden am Dolmen Ausgrabungen statt. Die seitlichen vertikalen Platten der Kammer haben eine Länge von 1,8 Meter. Der Dolmen ist einen Meter breit und hat eine allseits überstehende Deckenplatte von mehr als 8 Tonnen Gewicht. Der Dolmen war ursprünglich mit einem rechteckigen Cairn von etwa 12,0 Meter Seitenlänge bedeckt.

Dolmen de la Prunarède
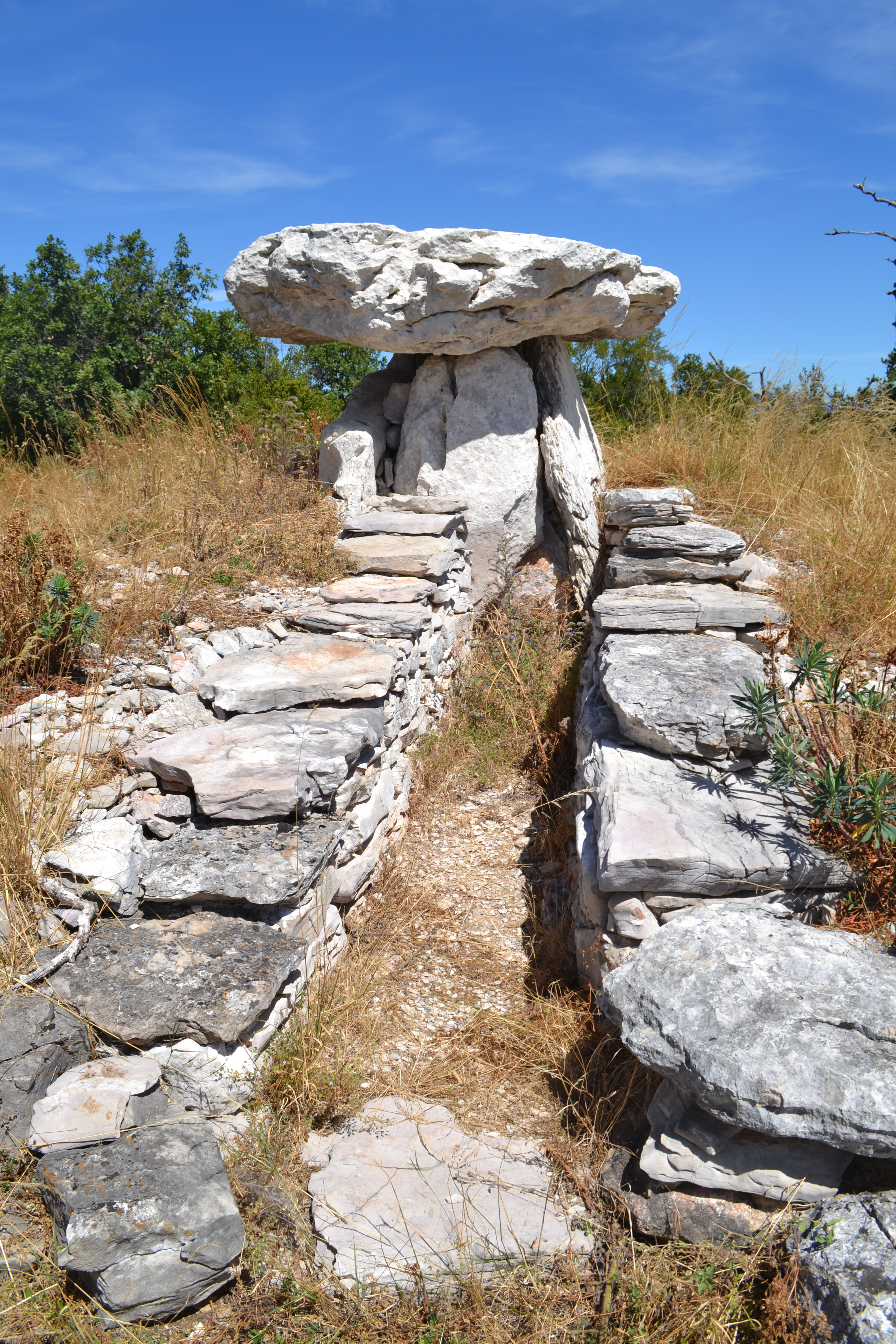
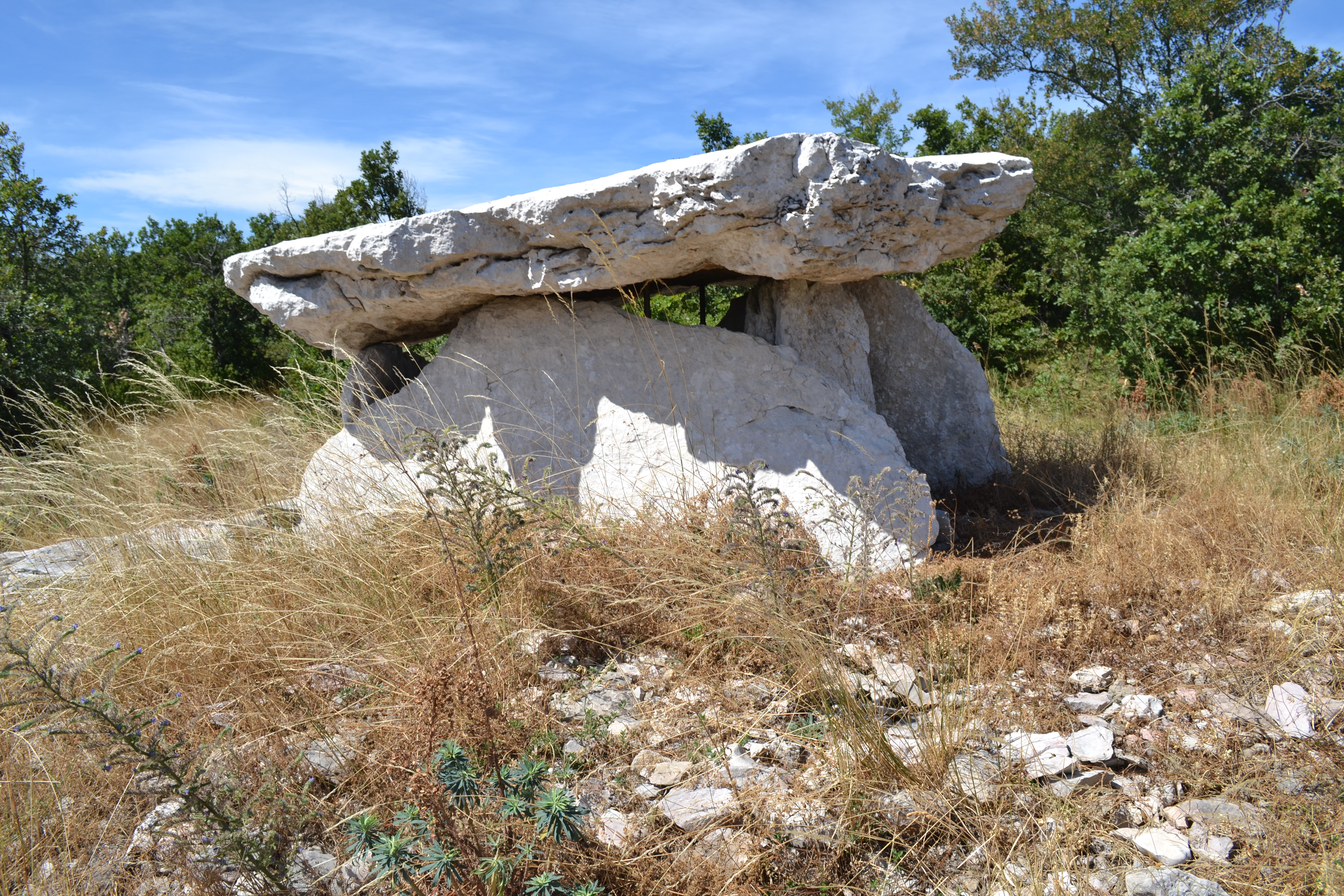